# Tan Ning
Tan Ning (chinesisch 谭宁, Pinyin Tán Níng, * 3. April 2003 in Fujian) ist eine chinesische Badmintonspielerin.

## Karriere
Tan Ning gewann bei der Juniorenweltmeisterschaft 2019 Silber mit dem chinesischen Team. 2024 wurde sie gemeinsam mit Liu Shengshu bei den Asienmeisterschaften Dritte. Bei den Olympischen Spielen 2024 in Paris gewann das Duo im Doppel nach einer Finalniederlage gegen Chen Qingchen und Jia Yifan die Silbermedaille.